# Maggioranza silenziosa (movimento)
La Maggioranza silenziosa fu un movimento politico di origine milanese, che prese il nome dall'omonima espressione utilizzata nel gergo politico statunitense.
Fondato nel febbraio 1971 a Milano da un comitato anticomunista e conservatore al quale aderivano esponenti della destra democristiana, liberali, missini e monarchici, esso aveva lo scopo dichiarato di mobilitare la media borghesia lombarda, ritenuta maggioritaria nella popolazione, la cui voce sarebbe stata offuscata sui mezzi di comunicazione di massa dai clamori della piazza rossa durante il Sessantotto, l'autunno caldo e le lotte politiche della sinistra.
La Maggioranza silenziosa si adoperò affinché scendessero in piazza coloro che diversamente non sarebbero stati propensi a manifestare con azioni collettive ad alta visibilità pubblica, organizzando in città alcuni cortei che si presentarono con il motto: 
.

## Storia
Il movimento fu fondato formalmente il 1º febbraio, nella sede del Partito Monarchico in corso Genova 26, in seguito a una riunione cui parteciparono i responsabili giovanili di diversi partiti del Centro e della destra: tra costoro, i democristiani Adamo Degli Occhi e Massimo De Carolis (allora vicesegretario della DC), il liberale Gabriele Pagliuzzi, il missino Luciano Buonocore,, il monarchico Gian Paolo Landi di Chiavenna e il socialdemocratico Alfredo Mosini. 
Altre personalità che vi aderirono furono Nino Nutrizio, direttore del quotidiano La Notte, Maurizio Blondet, Antonio Del Pennino e Paolo Pillitteri.
Si trattava essenzialmente di elementi del centro-destra milanese, che condividevano in genere una linea politica anticomunista o conservatrice, provenienti dalle organizzazioni giovanili liberali, monarchiche, democristiane, repubblicane, socialdemocratiche e missine.
La caratteristica principale della Maggioranza silenziosa era il rifiuto della cultura estremista del sessantotto, nonché la difesa dell'identità spirituale e sociale della nazione, sia cattolica che laica, dal pericolo di una sua dissoluzione ravvisato nel diffondersi dell'ideologia comunista.

### Le iniziative
Tra le prime iniziative vi fu il boicottaggio del Corriere della Sera, allora diretto da Piero Ottone, accusato dai fondatori del movimento di essersi spostato a sinistra e di appoggiare la contestazione, in pieno sviluppo in quei primi anni settanta: si cercò di promuovere una specie di sciopero dei lettori del giornale, che avrebbe potuto vedere ridotte le vendite del 30%.
Dopo un corteo di scarsa partecipazione a Torino il 7 marzo, la manifestazione più importante, organizzata a Milano da Porta Venezia a piazza del Duomo per il 13 marzo 1971, si rivelò un successo, nonostante si svolgesse, come le successive, con una forte presenza di reparti di forze dell'ordine a causa di una contestazione di militanti della sinistra extraparlamentare.
Gli aderenti alla Maggioranza silenziosa sventolavano solamente bandiere tricolori, o al massimo monarchiche, senza esibire alcun simbolo di partito. 
Inizialmente il movimento ebbe una certa autonomia dai partiti politici, ma successivamente dovette difendersi dalle accuse di neofascismo mossegli contro dalla forze di sinistra, nonostante la presenza nella Maggioranza silenziosa di alcuni anticomunisti di sinistra, come il futuro sindaco socialista Paolo Pillitteri, e pertanto cercò di minimizzare e ridurre l'apporto missino, smussando gli aspetti più estremisti. Tuttavia, senza la collaborazione dell'MSI la sua capacità di mobilitazione si rivelò scarsa.

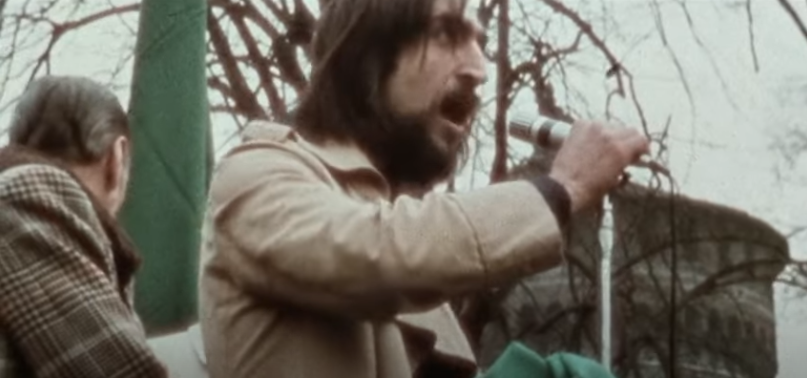
Un comizio della Maggioranza silenziosa a Milano l'11 marzo 1972 con un giovane Ignazio La Russa, ripreso nel film Sbatti il mostro in prima pagina.

D'altro canto scattò il tentativo missino di gestire il movimento e usarlo per sfuggire dalla logica dell'arco costituzionale e conquistarsi spazi di azione politica. In altre città, come Torino e Roma, furono organizzate manifestazioni che, per il loro carattere estremista neofascista, alienarono alla Maggioranza silenziosa gran parte delle simpatie della classe media. La fine di questo movimento fu definitivamente segnata dagli avvenimenti del giovedì nero di Milano, il 12 aprile 1973, quando l'agente Antonio Marino fu ucciso da una bomba a mano gettata dai neofascisti Maurizio Murelli e Vittorio Loi.
Tale episodio contribuì alla chiusura di ogni possibile collaborazione a Milano fra le forze moderate e la destra estremista e a far venir meno la partecipazione alle manifestazioni da parte del ceto medio moderato, a cui originariamente il movimento intendeva dar voce.

### Gli esiti
La Maggioranza silenziosa ebbe quindi vita breve, tuttavia contribuì a far entrare nel linguaggio politico italiano il termine e il concetto che le dava il nome. Uno dei suoi fondatori, il democristiano Massimo De Carolis, fu in seguito sequestrato dalle Brigate Rosse nel suo studio legale milanese, sottoposto a processo popolare e quindi gambizzato, il 15 maggio 1975. Nel 1981, allo scoppio dello scandalo P2, il suo nome sarà ritrovato negli elenchi degli affiliati alla loggia massonica coperta di Licio Gelli.
Un episodio analogo alle manifestazioni milanesi fu la Rivolta di Reggio Calabria, avvenuta quasi in contemporanea, seppur con diverse modalità di espressione politica, ma che contribuì a comporre il clima del cosiddetto «triennio di destra» (1970-1972), ossia con uno spostamento del quadro politico sul versante conservatore, prefigurando una sorta di riflusso ante-litteram dopo lo sbilanciamento post-sessantottino a sinistra.
Al movimento della Maggioranza silenziosa si richiamarono i componenti del corteo della marcia dei quarantamila che sfilarono a Torino nell'ottobre 1980 per mettere a tacere gli scioperi e le proteste dei sindacati che impedivano ai lavoratori della Fiat di svolgere le loro quotidiane attività in fabbrica. All'esperienza della Maggioranza silenziosa guarderanno futuri esponenti del centrodestra italiano come l'embrione della loro iniziativa politica.